# Hans Heinrich Beyer
Hans Heinrich Beyer (* 19. September 1881 in Berlin; † 5. März 1964 in Göttingen) war ein deutscher Generalmajor der Luftwaffe im Zweiten Weltkrieg.

## Leben
Beyer trat am 1. März 1901 als Fahnenjunker in das 3. Niederschlesische Infanterie-Regiment Nr. 50 der Preußischen Armee ein. In diesem wurde er am 27. Januar 1903 zum Leutnant sowie am 27. Januar 1912 zum Oberleutnant befördert. Nach Beginn des Ersten Weltkrieges wurde am 8. November 1914 Hauptmann und als solcher zum Kompaniechef ernannt. Für sein Wirken erhielt er neben beiden Klassen des Eisernen Kreuzes das Ritterkreuz des Königlichen Hausordens von Hohenzollern mit Schwertern sowie das Verwundetenabzeichen in Schwarz.
Nach der Demobilisierung seines Regiments wurde Beyer am 1. Oktober 1919 in die Vorläufige Reichswehr übernommen und als Kompaniechef dem Reichswehr-Infanterie-Regiment 31 zugeteilt. Zum 1. Januar 1920 folgte seine Versetzung in das 17. Infanterie-Regiment. Dort diente er zunächst im Stab des II. Bataillons und dann als Kompaniechef. Vom 1. Mai 1925 bis 30. April 1928 diente er im Stab der 3. Division in Berlin, wo er am 1. Februar 1926 zum Major befördert wurde. Anschließend ernannte man ihn zum Kommandeur des in Marienwerder stationierten I. Bataillons des 3. (Preußisches) Infanterie-Regiments. Als solcher wurde er am 1. November 1930 Oberstleutnant. Am 31. Januar 1931 schied aus dem aktiven Militärdienst aus.
Bereits einen Monat später, zum 1. März 1931, wurde Beyer als L-Offizier angestellt und als Fürsorgeoffizier dem Wehrbezirks-Kommando I in Allenstein zugewiesen. Diese Tätigkeit übte er bis Ende Juni 1936 aus. Bereits am 1. März 1935 trat er als Ergänzungsoffizier zur Luftwaffe über.
Vom 1. Juli 1936 über den Beginn des Zweiten Weltkriegs bis 9. November 1940, agierte der am 1. Januar 1937 zum Oberst beförderte und reaktivierte Beyer als Referent in der Fürsorge- und Versorgungsabteilung beim Wehrkreis-Kommando III. Am 10. Juli 1940 erfolgte seine Abkommandierung zum Luftwaffen-Bau-Regiment 1 im Wehrkreis XIII, in welchem er bis zum 14. Januar 1941 blieb. Anschließend war er vom 15. Januar 1941 bis Ende Oktober 1943 Kommandeur des Luftwaffen-Bau-Regiments 2 im Wehrkreis VI. Am 1. Oktober 1943 wurde er in dieser Position zum Generalmajor befördert. Als solcher schied Beyer zum Monatsende aus dem Militärdienst aus.